# Kerstin Ahlgren

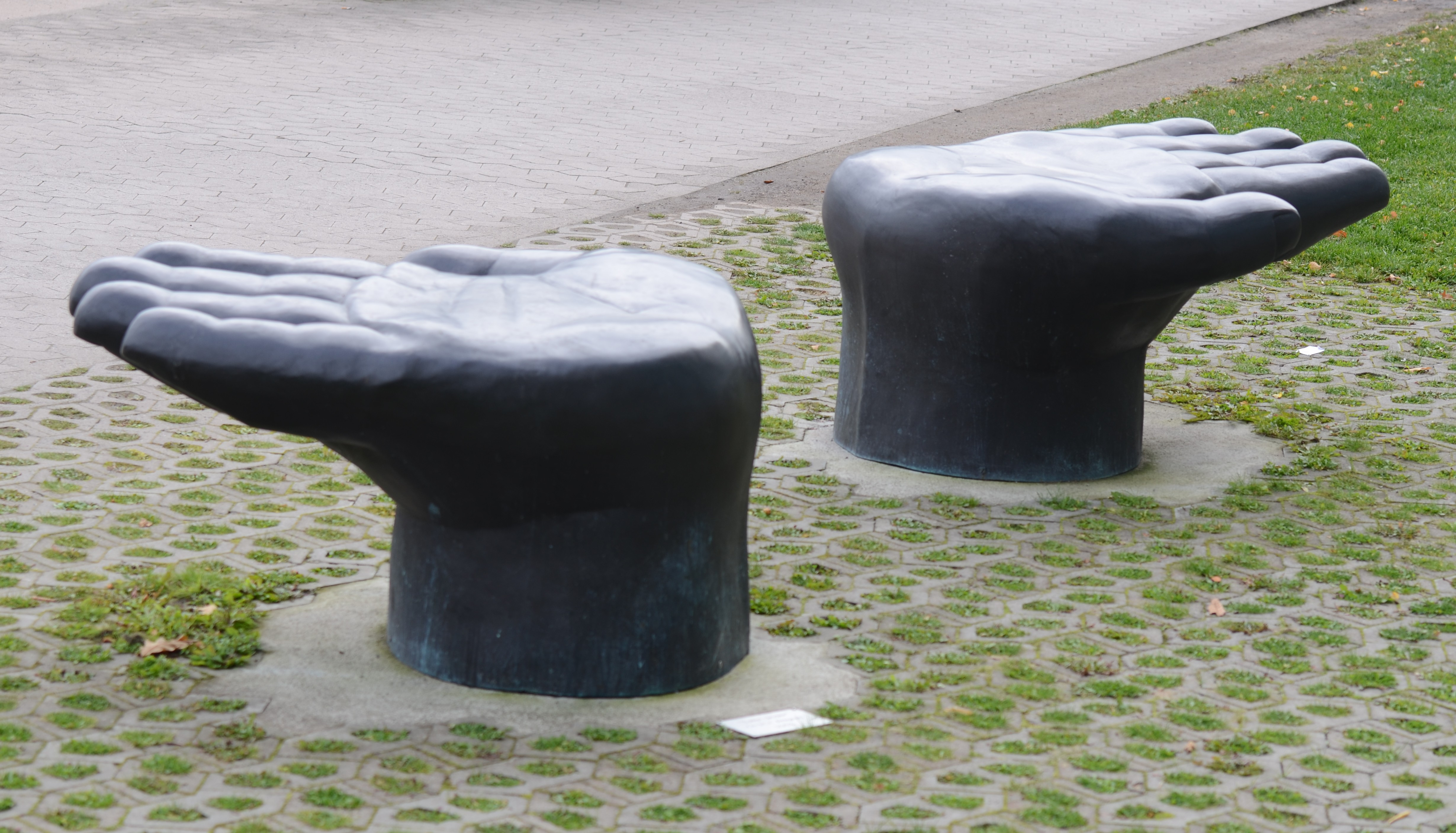
Själsfränder, Marievik i Liljeholmen, Stockholm

Kerstin Cecilia Ahlgren, född 26 oktober 1953, är en svensk skulptör, målare och mosaikkonstnär.
Kerstin Ahlgren utbildade sig bland annat på École des Beaux-Arts i Paris 1973-74, i illustration och grafisk formgivning på Konstfack i Stockholm 1974-79, i måleri på Gerlesborgsskolan i Stockholm 1993, på skulpturlinjen på Kungliga Konsthögskolan i Stockholm 1993-95, i konstteori på Konstfack 1998 och i muralmåleri på Kungliga Konsthögskolan 2006.
Hon har arbetat med offentliga verk i brons, mosaik och terrazzo. 

## Offentliga verk i urval
- Öppen hand III, brons, 2003, vid stranden i Höganäs
- Pas-de-Deux, Trumslagaren, Picnic och två andra mosaiker, 2002-04, entréer i bostadshus i Upplands Väsby
- Själsfränder brons, 2004, Marievik, Liljeholmen i Stockholm
- Öppen hand II, terrazzo, Sunneplan i Farsta i Stockholm
- Öppen hand, Vallstanäsvägen, Rosersberg, Sigtuna